# ダニエル・クレイトマン

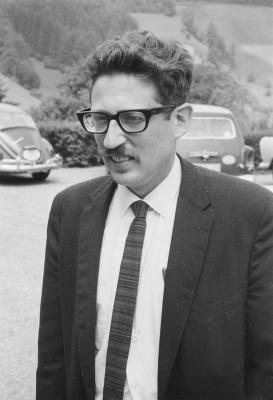
ダニエル・クレイトマン

ダニエル・J・クレイトマン（Daniel J. Kleitman、1934年10月4日 - ）は、アメリカ合衆国の数学者であり、マサチューセッツ工科大学(MIT)の応用数学の教授である。研究テーマは、組合せ論、グラフ理論、ゲノミクス、オペレーションズリサーチなどである。

## 生涯
クレイトマンは1934年にニューヨーク市ブルックリンで2人兄弟の末っ子として生まれた。父のミルトンは弁護士で、第二次世界大戦後は商品トレーダー兼投資家となった。1942年に家族はニュージャージー州モリスタウンに移り、クレイトマンは1950年にモリスタウン高校を卒業した。
1954年にコーネル大学を卒業し、1958年にはハーバード大学で、ノーベル賞受賞者のジュリアン・シュウィンガー、ロイ・グラウバーの指導の下で物理学の博士号を取得した。その後、ブランダイス大学の物理学の教授となったが、ポール・エルデシュから数学への転向を勧められた。エルデシュはクレイトマンに、「なぜ君は物理学者で『しか』ないんだ?」(Why are you only a physicist?)と冗談めかして聞いたことがある。クレイトマン、エルデシュら6人の数学者は、6人の頭文字をとったG. W. Peck（クレイトマンは"k"）というペンネームで論文を共同執筆した。
クレイトマンは1966年にマサチューセッツ工科大学(MIT)応用数学科に移籍し、1969年に教授に昇進した。

## エルデシュ・ベーコン数
クレイトマンはエルデシュと6本の論文を共同で執筆しているため、エルデシュ数は1である。
クレイトマンは1997年の映画『グッド・ウィル・ハンティング』の数学顧問を務めたほか、エキストラとして出演した。この映画に出演したミニー・ドライヴァーは1996年の映画『スリーパーズ』でケビン・ベーコンと共演しているため、クレイトマンのベーコン数は2である。
この2つの数字を足したエルデシュ・ベーコン数は3となる。クレイトマンは、最小のエルデシュ・ベーコン数を持つ人物の一人である。

## 私生活
クレイトマンは 1964年7月26日にシャロン・ルース・アレクサンダー(Sharon Ruth Alexander)と結婚した。2人の間には3人の子供がいる。

## 主な論文
- Kleitman, D (1966). “On a combinatorial problem of Erdős”. Proc. Amer. Math. Soc. 17:  139–141. doi:10.1090/s0002-9939-1966-0184866-9. MR0184866.
- Kleitman, Daniel (1969). “On Dedekind's problem: The number of monotone Boolean functions”. Proc. Amer. Math. Soc. 21 (3):  677–682. doi:10.1090/s0002-9939-1969-0241334-6. MR0241334.
- with B. Rothschild: Kleitman, D; Rothschild, B (1970). “The number of finite topologies”. Proc. Amer. Math. Soc. 25 (2):  276–282. doi:10.1090/s0002-9939-1970-0253944-9. MR0253944.
- with P. Erdős: Erdős, Paul; Kleitman, Daniel (1971). “On collections of subsets containing 4-member Boolean algebras”. Proc. Amer. Math. Soc. 28:  87–90. doi:10.1090/s0002-9939-1971-0270924-9. MR0270924.
- with B. Rothschild: Kleitman, D. J; Rothschild, B. L (1975). “Asymptotic enumeration of partial orders on a finite set”. Trans. Amer. Math. Soc. 205:  205–220. doi:10.1090/s0002-9947-1975-0369090-9. MR0369090.
- with G. Markowsky: Kleitman, D; Markowsky, G (1975). “On Dedekind's problem: The number of isotone Boolean functions. II”. Trans. Amer. Math. Soc. 213:  373–390. doi:10.1090/s0002-9947-1975-0382107-0. MR0382107.
- with B. Rothschild and Joel H. Spencer: Kleitman, Daniel J; Rothschild, Bruce R; Spencer, Joel H (1976). “The number of semigroups of order n”. Proc. Amer. Math. Soc. 55 (1):  227–232. doi:10.1090/s0002-9939-1976-0414380-0. MR0414380.[9]
- with Gil Kalai: Kalai, Gil; Kleitman, Daniel J (1992). “A quasi-polynomial bound for the diameter of graphs of polyhedra”. Bull. Amer. Math. Soc. (N.S.) 26 (2):  315–316. arXiv:math/9204233. doi:10.1090/s0273-0979-1992-00285-9. MR1130448.
- with Noga Alon: Alon, Noga; Kleitman, Daniel J (1992). “Piercing convex sets”. Bull. Amer. Math. Soc. (N.S.) 27 (2):  252–256. doi:10.1090/s0273-0979-1992-00304-x. MR1149871.
- with Alex Coventry and Bonnie Berger: Coventry, A; Kleitman, D. J; Berger, B (2004). “MSARI: Multiple sequence alignments for statistical detection of RNA secondary structure”. Proc Natl Acad Sci U S A 101 (33):  12102–12107. Bibcode: 2004PNAS..10112102C. doi:10.1073/pnas.0404193101. PMC 514400. PMID 15304649.